# France Staub
France Staub (* 29. September 1920; † 2. Juli 2005 auf Mauritius) war ein Ornithologe, Herpetologe, Botaniker und Naturschützer von der Insel Mauritius.

## Leben und Wirken
Staub ist ein Nachfahre des französischen Botanikers Jacques Delisse. 1944 diplomierte er am Mauritius College of Agriculture. 1951 erlangte er an der Medical and Dental School des Guy’s Hospital in London seine Qualifikation zum Zahnarzt. Zurück auf Mauritius widmete er den Großteil seiner Freizeit ornithologischen und botanischen Studien auf den Maskarenen und den Nachbarinseln. Er veröffentlichte die beiden Bücher Birds of the Mascarenes and Saint Brandon (1976) und Fauna of Mauritius and Associated Flora (1993) über die Avifauna und zahlreiche Artikel in den Proceedings of the Royal Society of Arts and Sciences of Mauritius. Er wurde 1955 Mitglied und war sieben Mal Präsident in dieser historischen Gesellschaft. 1970 wurde Staub Vorsitzender der mauritischen Sektion des International Council for Bird Preservation (heute BirdLife International). 1971 trat er der British Ornithologists’ Union bei.
Einer der Forschungsschwerpunkte von Staub waren Untersuchungen der Beziehungen zwischen Hauptbestäubern wie den Taggeckos (Phelsuma) oder endemischen Vogelarten, wie dem Mauritius-Brillenvogel (Zosterops chloronothos) mit den heimischen Wirtspflanzen der Gattung Trochetia.

## Dedikationsnamen
2005 benannte der mauritische Botaniker Jean Marie Bosser die 1965 von Staub auf der Île aux Aigrettes entdeckte Kletterpflanze Cynanchum staubii aus der Familie der Seidenpflanzengewächse zu Ehren von France Staub.

## Schriften
- F. Staub, J. Guého: The Cargados Carajos shoals or St Brandon: resources, avifauna and vegetation. In: Proc. R. Soc. Arts Sci. Maurit. Band 3, Nr. 1, 1968, S. 7–46.
- F. Staub: Geography and ecology of Tromelin Island, Coral Islands of the Western Indian Ocean. In: Atoll Res. Bull. Band 136, 1970, S. 197–210.
- F. Staub: Oiseaux de l'Ile Maurice et de Rodrigues. Mauritius Printing Company, Port Louis 1973. (69 S)
- F. Staub: Birds of Rodriguez island. In: Proc. R. Soc. Arts. Sci. Maurit. Band 4, Nr. 1, 1973, S. 17–59.
- F. Staub: Birds of the Mascarenes and Saint Brandon. Organisation Normale des Entreprises Ltée, Port Louis 1976.
- F. Friedmann, J. Guého, F. Staub: Les plus belles fleurs sauvages des Iles Mascareignes. In: Cent-cinquantenaire de la Société Royale des Arts et des Sciences de l'Ile Maurice, 1829–1979. Royal Society of Arts and Sciences, Mauritius 1979, S. 29–73.
- J. Guého, F. Staub: Le Mondrain" Nature Reserve. In: Cent-cinquantenaire de la Société Royale des Arts et des Sciences de l'Ile Maurice, 1829–1979. Royal Society of Arts and Sciences, Mauritius 1979, S. 75–102.
- J. Guého, F. Staub: Observations botaniques et ornithologiques à l'atoll d'Agalega. In: Proc. R. Soc. Arts. Sci. Maurit. Band 4, Nr. 4, 1983, S. 15–110. (Part I. Botanique/by J Guého, p. 15-85; Part II. Ornithologie/by F. Staub, S. 87–110)
- F. Staub: Evolutionary trends in some Maurian Phanerogams in relation to their pollinators. In: Proc. R. Soc. Arts. Sci. Maurit. Band 5, Nr. 1&2, 1988, S. 7–78.
- F. Staub: Julien Desjardins – 1799–1840. In: Proc. R. Soc. Arts. Sci. Maurit. Band 5, Nr. 3, 1993, S. 1–10. (Conférence par France Staub à la Salle Bonâme, MSIRI, le 18 septembre 1990 pour commémorer le 150ème Anniversaire de sa mort).
- F. Staub: Fauna of Mauritius and associated flora. Précigraph, Port Louis 1993. (103 S)
- F. Staub: Faune de l'île Maurice et flore associée. Précigraph, Port Louis 1993. (103 S)
- F. Staub: Guano birds, benefactors of the sugar industry in Mauritius . In: Proc. R. Soc. Arts. Sci. Maurit. Band 5, Nr. 3, 1993, S. 55–70.
- F. Staub: Requin bleu, calmar géant et cachalot. In: Proc. R. Soc. Arts. Sci. Maurit. Band 5, Nr. 3, 1993, S. 141–145.
- F. Staub: Dodo and solitaires, myths and reality. In: Proc. R. Soc. Arts. Sci. Maurit. Band 6, 1993, S. 89–122.
- F. Staub: La belle Mandrinette au bois dormant. Weekend, Dimanche 14 janvier 2001, S. 36.
- F. Staub: Palma mater. In: Proc. R. Soc. Arts. Sci. Maurit. Band 7, 2004, S. 55–79.
- F. Staub: Des Toc-Tocs avec le front et la gorge vivement colorés découverts à l'Ile d'Arros des Amirantes. In: Proc. R. Soc. Arts. Sci. Maurit. Band 7, 2004, S. 100–101.
- F. Staub: Visite à l'Ile Rodrigues des membres de la Société Royale des Arts et des Sciences (15-18 août 1997). In: Proc. R. Soc. Arts. Sci. Maurit. Band 7, 2004, S. 101–113.